# Northrop Grumman Corporation
Northrop Grumman Corporation er en amerikansk fly- og krigsmaterielproducent. Selskabet opstod, da Northrop Corporation købte Grumman Aircraft Engineering Corporation i 1994.
Selskabet er verdens tredjestørste våbenleverandør målt på omsætning , verdens største radarproducent (med over 850 fastlandsbaserede radarinstallationer) og verdens største producent af krigsskibe.
I 2005 havde selskabet 123.600 medarbejdere, der arbejdede flere steder i USA og rundt omkring i verden og en årlig omsætning på US$ 30,7 milliarder. Northrop Grumman rangerer nr. 67 på Fortune 500 listen over amerikanske industriselskaber.

## Forretningsenheder
Northrop Grumman er opdelt i tre divisioner: Aerospace Systems, Mission Systems, and Technology Services.

### Aerospace Systems
Aerospace Systems har hovedkontor i Redondo Beach i Californien og fremstiller fly, rumfartøjer, høj-energi lasersystemer og mikro-elektronik for kunder i og udenfor USA. Produkterne omfatter bl.a. udstyr til overvågning og rekognocering, krypteret kommunikation, indhentelse af efterretninger, håndtering af krigshandlinger, elektronisk krigsførelse, missilforsvar om rumforskning.
Det amerikanske flyvevåben US Air Force anvender Northrops strategiske bombefly B-2 Spirit, overvågningsflyene E-8C Joint STARS og RQ-4 Global Hawk (UAV) samt træningsflyet og T-38 Talon. Den amerikanske hær US Army anvender Northrop Grummans UAV RQ-5 Hunter, der har været i tjeneste siden 1995.
Den amerikanske flåde U.S. Navy anvender Northrop Grummans BQM-74 Chukar, der er en UAV, der benyttes som mål for test af andre kampsystemer. Endvidere anvendes en modificeret udgave af RQ-4 Global Hawk til overvågning på havet samt Grumman C-2 Greyhound, der anvendes som transportfly til og fra hangarskibe. Flåden anvender ligeledes Grumman E-2 Hawkeye, der anvendes til rekognocering og indhentelse af data om indkommende fly og andre trusler og den A-6 Intruder-baserede EA-6B Prowler, der anvendes til elektronisk krigsførelse (forstyrrelse af radarsignaler m.v). Northrop Grumman leverer endvidere komponenter m.v. til en lang række fly, derunder F/A-18 Hornet, F/A-18E/F Super Hornet og Boeing EA-18G Growler.

### Mission Systems
Northrop Grumman Mission Systems har hovedkvarter i Linthicum i Maryland og fremstiller bl.a. radarer og sensorer til militær brug, herunder systemer til overvågning af slagmarken. Flere af radarsystemerne benyttes i kampfly, herunder i F-16 Fighting Falcon, F-22 Raptor, F-35 Lightning II og B-1 Lancer.
Virksomheden fremstiller også overvågningssystemer til det luftbårne AWACS-overvågningssystem, der anvendes af USA, NATOog Japan m.fl. Northrop Grumman er den primære kraft i udviklingen og integrationen af US Air Force's program for udvikling af et Multi-Platform Radarteknologi-system og er også involveret i USA ballistiske missilprogram i forbindelse med levering af systemer til styring og kontrol.
Northrop Grumman producerer endvidere mange mindre dele og produkter, som f.x. kikkertudstyr til brug om natten (NVD) og sikkerhedsudstyr til sikring af kommunikation.

### Technical Services
Divisionen Technical Services har hjemsted i McNair i Virginia (med Herndon i Virginia som postadresse)) og leverer logistikløsninger og træning/uddannelse for militærpersonel, herunder træning i brug af kommunikationsudstyr. Virksomheden fik i 2003 tildelt kontrakt for træning af den irakiske hær og har bl.a. fået til opgave af stå for vedligeholdelsen af Storbritanniens defensive radarsystemer.

## Eksterne links
- Wikimedia Commons har flere filer relateret til Northrop Grumman Corporation